# Jean-Pierre Dufreigne
Jean-Pierre Dufreigne, né le 10 juillet 1942, est un journaliste et écrivain français. Il est lauréat du prix Interallié en 1993.

## Biographie
Jean-Pierre Dufreigne est critique de cinéma à L'Express où il fait l'essentiel de sa carrière journalistique.

## Œuvre
- 1993 : Le Dernier Amour d'Aramis – Prix Interallié[3]
- 1995 : Le génie des orifices, éditions Pierre Belfond
- 1996 : Boire, Grasset[4]
- 1999 : Stephen King, le faiseur d'histoires, éditions Mazarine[5]
- 2002 : Louis XIV : Le lever du soleil[6]
- 2003 : Louis XIV : Les Passions et la Gloire
- 2007 : Napoléon III, vol. 1 Un si charmant jeune homme... et vol. 2 L'Empereur qui rêvait..., éditions Plon
- 2007 : L'Affaire Dieu, éditions Plon